# Щотівська селищна рада
Щотівська се́лищна ра́да — орган місцевого самоврядування у складі Антрацитівської міської ради Луганської області. Адміністративний центр — селище міського типу Щотове.

## Загальні відомості
- Щотівська селищна рада утворена в 1938 році.
- Територія ради: 2,802 км²
- Населення ради: 4 636 осіб (станом на 2001 рік)

## Населені пункти
Селищній раді підпорядковані населені пункти:
- смт Щотове
- с. Зелений Курган
- с-ще Степове

## Склад ради
Рада складається з 22 депутатів та голови.
- Голова ради: Чвільова Наталія Іванівна

### Керівний склад попередніх скликань
| ПІБ                           | Основні відомості                                                                     | Дата обрання | Дата звільнення |
| ----------------------------- | ------------------------------------------------------------------------------------- | ------------ | --------------- |
| Зайнулін Олександр Михайлович | Селищний голова, 1946 року народження, безпартійний                                   | 26.03.2006   | 31.10.2010      |
| Ісламов Гамбар Габіл Огли     | Селищний голова, 1962 року народження, освіта вища, член Комуністичної партії України | 31.10.2010   | 16.12.2012      |
| Чвільова Наталія Іванівна     | Селищний голова, 1963 року народження, освіта вища, член Партії регіонів              | 16.12.2012   |                 |

Примітка: таблиця складена за даними джерела

### Депутати
За результатами місцевих виборів 2010 року депутатами ради стали:

#### За суб'єктами висування
| Суб'єкт висування           | Кількість обраних депутатів | %    |
| --------------------------- | --------------------------- | ---- |
| Партія регіонів             | 15                          | 68,2 |
| Комуністична партія України | 7                           | 31,8 |

#### За округами
| № округу                    | Прізвище, ім'я, по батькові        | Дата визнання обраним | Освіта                    | Партійна приналежність                  | Відомості про обраного депутата                                  |
| --------------------------- | ---------------------------------- | --------------------- | ------------------------- | --------------------------------------- | ---------------------------------------------------------------- |
| Комуністична партія України |                                    |                       |                           |                                         |                                                                  |
| 4                           | Воскреса Олег Миколайович          | 03.11.2010            | Освіта середня спеціальна | позапартійний                           | Вагонне депо Щотове, старший майстер                             |
| 5                           | Куліков Юрій Васильович            | 03.11.2010            | Освіта вища               | позапартійний                           | приватний підприємець                                            |
| 7                           | Дудіна Людмила Василівна           | 03.11.2010            | Освіта середня спеціальна | член Політичної партії «Сильна Україна» | Штерівська дістанція сигналізації та зв'язку, технічний робітник |
| 12                          | Горбунова Тамара Сергіївна         | 03.11.2010            | Освіта середня спеціальна | член Комуністичної партії України       | пенсіонер                                                        |
| 13                          | Гаміна Валентина Миколаївна        | 03.11.2010            | Освіта середня спеціальна | член Комуністичної партії України       | Вагонне депо Щотове, технічний робітник                          |
| 16                          | Івченко Олена Валентинівна         | 03.11.2010            | Освіта вища               | член Комуністичної партії України       | школа-інтернат № 2, вчитель                                      |
| 20                          | Ковальова Євгенія Володимирівна    | 03.11.2010            | Освіта середня спеціальна | позапартійна                            | Вагонне депо Щотове, бригадир колесного участка                  |
| Партія регіонів             |                                    |                       |                           |                                         |                                                                  |
| 1                           | Анікєєва Наталія Василівна         | 03.11.2010            | Освіта середня спеціальна | член Партії регіонів                    | приватний підприємець                                            |
| 2                           | Держак Тетяна Анатоліївна          | 03.11.2010            | Освіта середня спеціальна | член Партії регіонів                    | 4-а міська лікарня, медсестра                                    |
| 3                           | Ковальчук Наталія Валеріїна        | 03.11.2010            | Освіта середня спеціальна | член Партії регіонів                    | 4-а міська лікарня, медсестра                                    |
| 6                           | Тавокін Юрій Олександрович         | 03.11.2010            | Освіта середня спеціальна | член Партії регіонів                    | Вагонне депо Щотове, бригадир                                    |
| 8                           | Брусинська Ольга Анатоліївна       | 03.11.2010            | Освіта середня            | член Партії регіонів                    | приватний підприємець                                            |
| 9                           | Мережко Ірина Олександрівна        | 03.11.2010            | Освіта середня спеціальна | член Партії регіонів                    | загальноосвітня школа № 12ЗО, бібліотекар                        |
| 10                          | Чвільова Наталія Іванівна          | 03.11.2010            | Освіта вища               | член Партії регіонів                    | Щотівська селищна рада, секретар                                 |
| 11                          | Калачнік Оксана Степанівна         | 03.11.2010            | Освіта середня            | член Партії регіонів                    | 4-а міська лікарня, санітарка                                    |
| 14                          | Лебедєва Валентина Олександрівна   | 03.11.2010            | Освіта середня            | член Партії регіонів                    | пенсіонер                                                        |
| 15                          | Яцкова Світлана Вадимівна          | 03.11.2010            | Освіта середня спеціальна | член Партії регіонів                    | Дитячий садок № 1, вихователь                                    |
| 17                          | Єпішева Надія Вікторівна           | 03.11.2010            | Освіта середня спеціальна | член Партії регіонів                    | приватний підприємець                                            |
| 18                          | Батченко Мар'ям Халіловна          | 03.11.2010            | Освіта вища               | член Партії регіонів                    | Ветеринарний пункт смт Щотове, завідувачка                       |
| 19                          | Сірош Ольга Іванівна               | 03.11.2010            | Освіта середня            | член Партії регіонів                    | пенсіонер                                                        |
| 21                          | Серебреннікова Олена Володимирівна | 03.11.2010            | Освіта середня            | член Партії регіонів                    | РР «Гуленко», продавець                                          |
| 22                          | Магдій Валентина Володимирівна     | 03.11.2010            | Освіта середня            | член Партії регіонів                    | ПП «Анікєєва», продавець                                         |